# Ipomoea leonensis
Ipomoea leonensis är en vindeväxtart som beskrevs av Robinson. Ipomoea leonensis ingår i släktet praktvindor, och familjen vindeväxter. Inga underarter finns listade i Catalogue of Life.